# Ugo Ferrante
Ugo Ferrante (18. juli 1945 - 29. november 2004) var en italiensk fodboldspiller (forsvarer). 
Ferrante tilbragte hele sin karriere i hjemlandet, hvor han spillede ni sæsoner hos Fiorentina. Han vandt både det italienske mesterskab og pokalturneringen Coppa Italia med klubben. Han spillede også fire år hos Vicenza.
Ferrante spillede desuden tre kampe for det italienske landshold. Han var med i truppen til VM 1970 i Mexico, men kom ikke på banen i turneringen, hvor italienerne vandt sølv efter finalenederlag til Brasilien.
Ferrante døde af kræft i 2004 i en alder af 59 år.

## Titler
Serie A
- 1969 med Fiorentina

Coppa Italia
- 1966 med Fiorentina